# Digestie
Digestie poate însemna:
- procesul de fagocitoză a celulelor sistemului imun, sau 
- digestia (absorbția) hranei de către organismele pluricelulare, proces prin care se realizează desfacerea moleculelor mari de hidrocarbonate (polizaharide), grăsimi (lipide) și proteine în molecule mai mici, ca mono-dizaharide, acizi grași, aminoacizi, tripeptide, rezultând energie și, pe de altă parte, substanțe necesare sintezei țesuturilor organismului.
Astfel, se poate deosebi:
- o digestie intracelulară în vacuolele digestive din cadrul celulei și
- digestia extracelulară în afara celulelor pe traiectul digestiv intestinal.

## Digestia la om

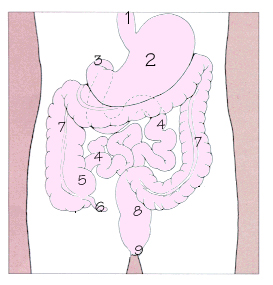
Imaginea tractusului digestiv la om:
1=Esofag, 2=Stomac, 3=Pilor, 4=Intestin subțire, 5=Cecum, 6=Apendice, 7=Intestin gros, 8=Rectum, 9=Anus

La om, procesul de digestie începe în gură, se continuă, apoi, în stomac (gaster), intestinul subțire, cu segmentele: duodenum, jejunum și ileon (absorbția hranei producându-se numai la nivelul intestinului subțire).
1. În gură, hrana este triturată mecanic, cu ajutorul dinților, și amestecată cu salivă, care asigură alunecarea bolului alimentar prin esofag (Oesophagus) în stomac. Saliva este produsă de către glanda parotidă (Glandula parotidea), glanda sublinguală (Glandula sublingualis) și glanda submandibulară (Glandula submandibularis), secreția salivară conține enzima ptialină (amilaza salivară), care desface moleculele mari de polizaharide în molecule mai mici de oligozaharide (de exemplu, desface amidonul în maltoză).
2. În stomac este un mediu acid (pH 2), prin acidul clorhidric produs de mucoasa gastrică, la acest nivel se distrug germenii infecțioși și se produce denaturarea proteinelor; pepsina desface moleculele de proteine în molecule mai mici de peptide sau colagen (parte componentă esențială a țesutului conjunctiv). De asemenea, în stomac este factorul care contribuie la favorizarea vitaminei B12, la nivelul ileumului. Prin mișcările peristaltice ale stomacului, hrana, parțial digerată, (Chymus), va fi dirijată spre orificiul piloric (M. sphincter pylori), de unde ajunge în duoden.
3. Intestinul subțire este segmentul cel mai important de absorbție a hranei, în duoden, aciditatea produsă de sucul gastric este neutralizată, prin bilă (produsă de ficat), și prin secreția pancreasului (amilaza pancreatică). De asemenea, în intestinul subțire este continuat procesul de digestie din gură, prin desfacerea mai departe a zaharidelor prin enzimele lactază, maltază, sucrază, în molecule și mai mici de glucoză, fructoză, galactoză și manoză, molecule care pot fi deja absorbite prin peretele intestinului subțire. Proteinele, parțial digerate în peptide, vor fi descompuse de enzima peptidază (tripsină, chimotripsină și carboxipeptidază) în aminoacizi, care la fel pot fi absorbiți, prin peretele intestinal. Grăsimile sau lipidele, care apar sub formă de picături, vor fi la început emulsionate de bilă și lecitină în soluții cu particule mai mici, care vor fi descompuse de enzima lipază, în acizi grași (monogliceride), care pot traversa peretele intestinal, care este lipofil. Numai 80 % din hrană este valorificată de organism, în procesul de digestie, absorbția se produce printr-un proces de difuzie, favorizat de așa numită pompa osmotică a ionilor de sodiu și potasiu (Na+, K+), care funcționează prin diferența de concentrație din sânge față de conținutul intestinal.
4. Intestinul gros (Intestinum crassum), resoarbe 19 % apă, din resturile de hrană nedigerate sosite din intestinul subțire, aceste resturi fiind, apoi, eliminate prin rect și apoi anus.
5. Durata digestiei la om poate dura, după natura hranei, între 33 și 42 de ore. Resturile ajunse în rect pot rămâne până la 5 zile, unde, de fapt, nu mai are loc nici un proces de digestie.